# Spanyolország autópályái

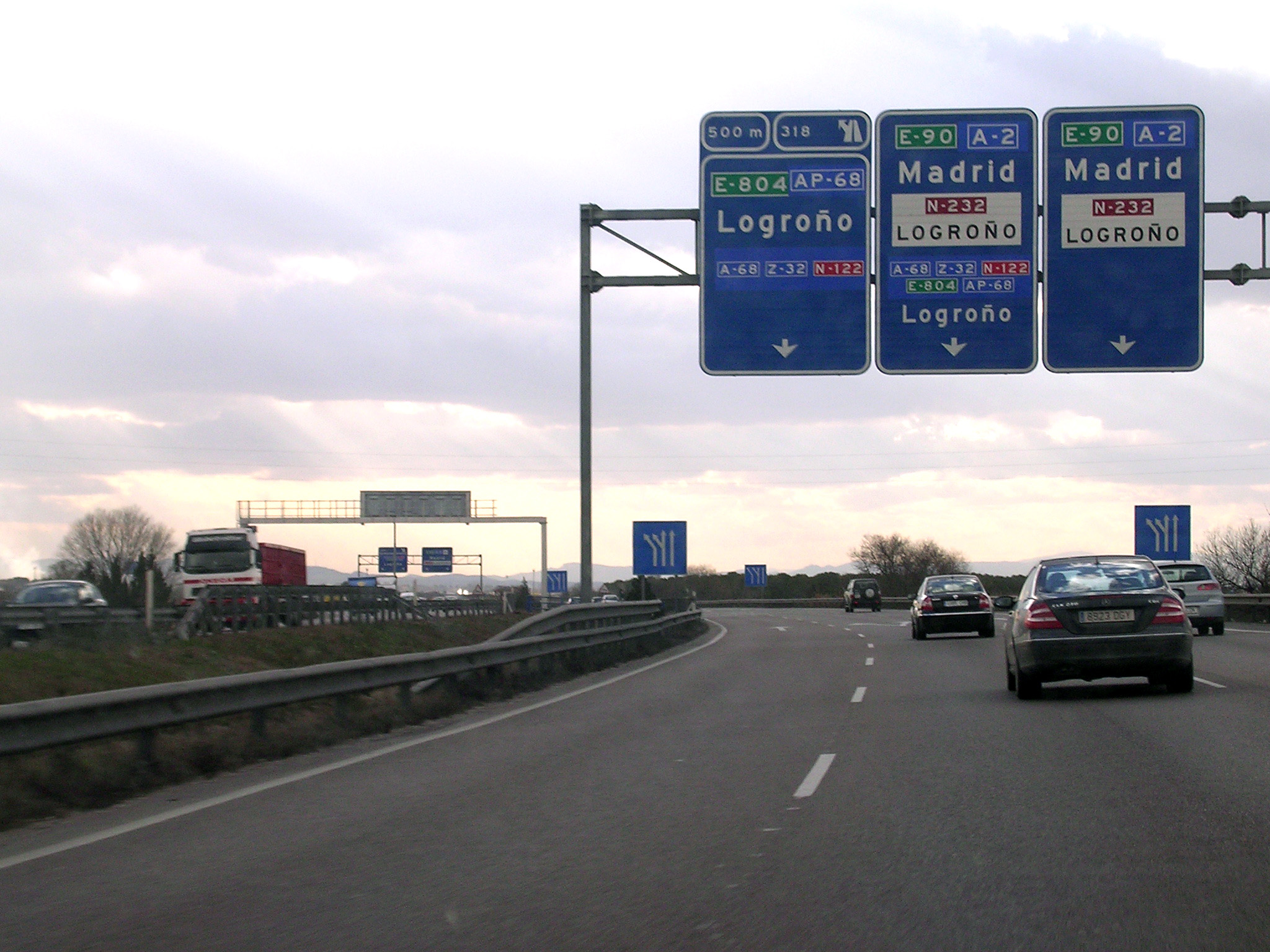
A-2

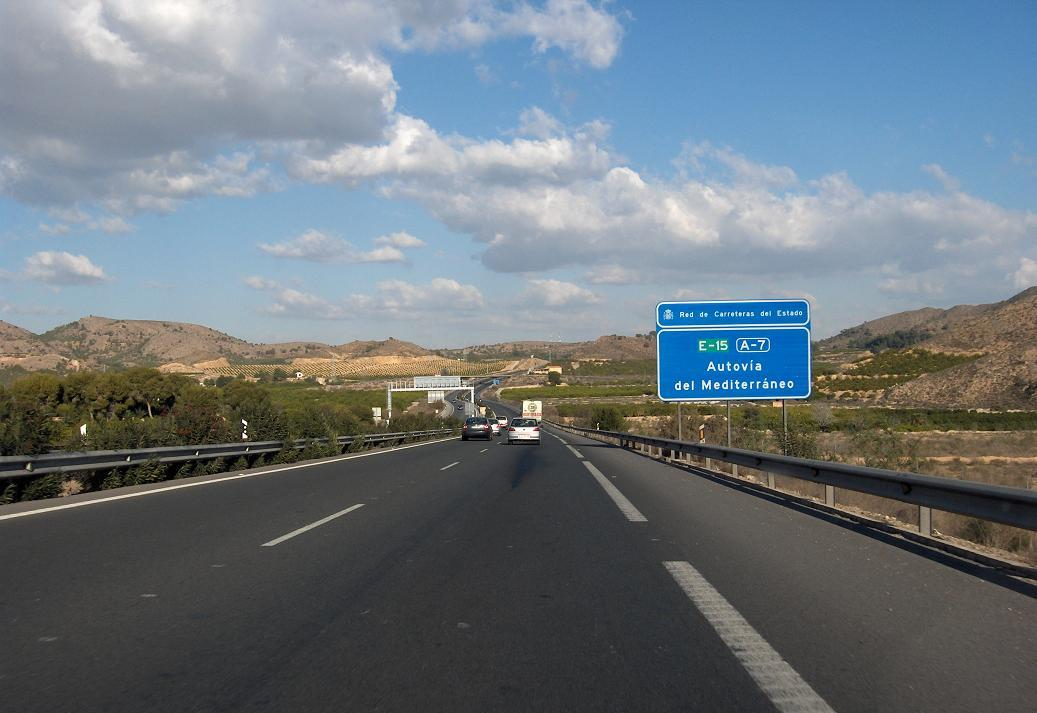
A-7

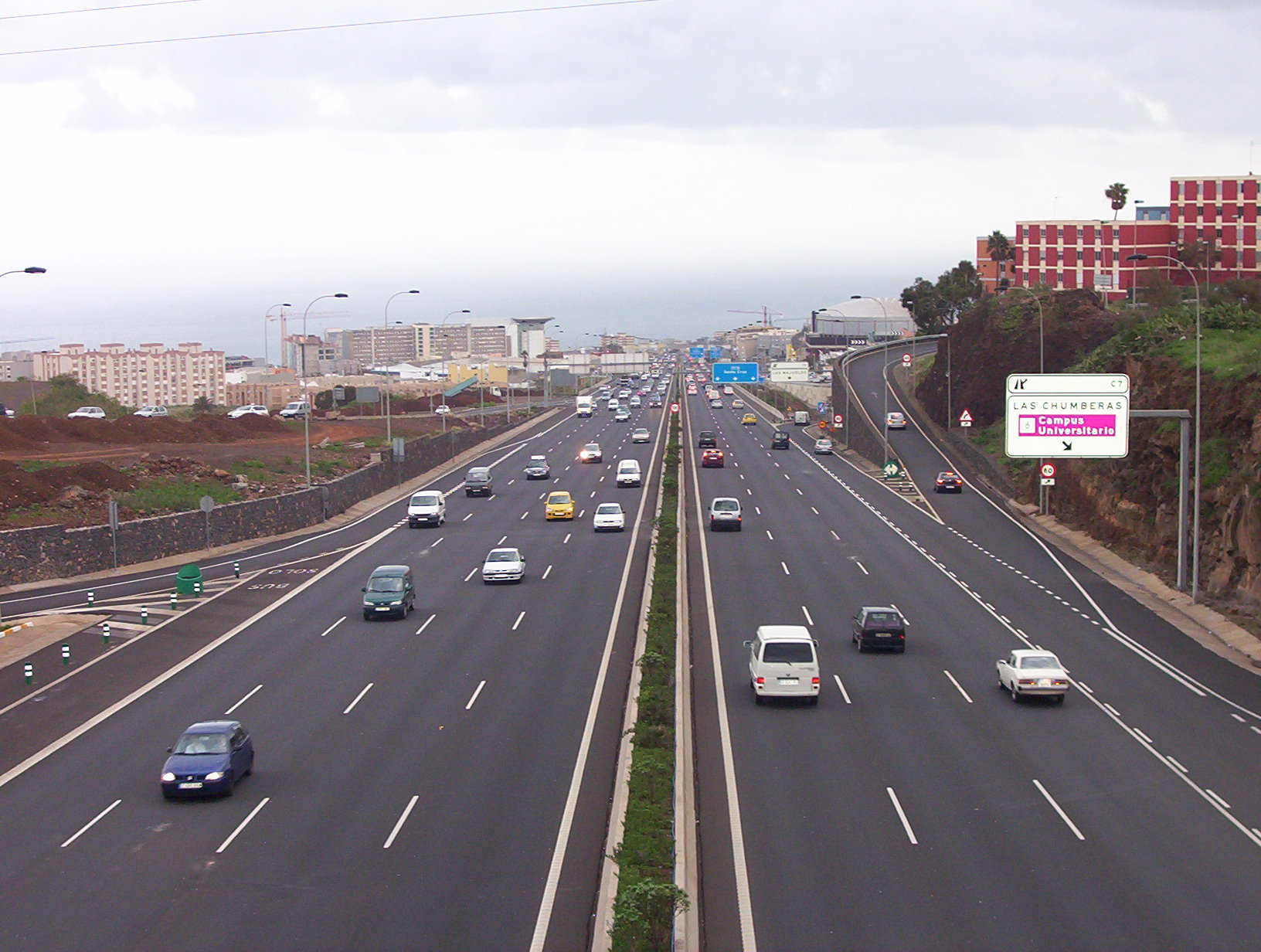
TF5

Ez a lap a spanyol autópályákat (spanyolul: autopista) és autóutakat (spanyolul: autovía) tartalmazza.

## Az autóutak listája
| Rövidítés | Név                            | Városok |
| --------- | ------------------------------ | --- |
| A-1       | Autovía del Norte              | Madrid - Burgos - Armiñon - Vitoria - Alsasua - Tolosa - San Sebastián - Vitoria - Eibar - A-8 (San Sebastián felé)              |
| A-2       | Autovía del Nordeste           | Madrid - Guadalajara - Zaragoza - Lleida - Barcelona                                                                             |
| A-3       | Autovía del Este               | Madrid - Atalaya del Cañavate - Valencia                                                                                         |
| A-4       | Autovía del Sur                | Madrid - Córdoba - Sevilla - Jerez de la Frontera - A-48                                                                         |
| A-5       | Autovía del Suroeste           | Madrid - Mérida - Badajoz - Portugália                                                                                           |
| A-6       | Autovía del Noroeste           | Madrid - Villalba - Adanero - Tordesillas - Benavente - Lugo - A Coruña                                                          |
| A-7       | Autovía del Mediterráneo       | La Jonquera (Francia országhatár) - Girona - Barcelona - Tarragona - Valencia - Alicante - Murcia - Almería - Málaga - Algeciras |
| A-8       | Autovía del Cantábrico         | Irún (Francia országhatár) - San Sebastián - Bilbao - Torrelavega - Gijón                                                        |
| A-9       | Autovía del Atlántico          | Ferrol - A Coruña - Santiago de Compostela - Pontevedra - Vigo - Tui - Portugália                                                |
| A-10      | Autovía de la Barranca         | Irurtzun - Alsasua |
| A-11      | Autovía del Duero              | Valladolid - Zamora |
| A-12      | Autovía del Camino de Santiago | Pamplona - Logroño - Burgos - León                                                                                               |
| A-15      | Autovía de Navarra             | Pamplona - Andoain |
| A-16      | C-32 Sur                       | Barcelona Sur - Tarragona |
| A-17      | -                              | Barcelona - Vic |
| A-18      | -                              | Barcelona - Terrassa |
| A-19      | -                              | Barcelona - Sant Feliu |
| A-23      | Autovía Mudéjar                | Sagunto - Teruel - Zaragoza - Huesca                                                                                             |
| A-30      | Autovía de Murcia              | Albacete - Murcia - Cartagena |
| A-31      | Autovía de Alicante            | Atalaya del Cañavate - Albacete - Alicante                                                                                       |
| A-35      | -                              | Almansa - Játiva |
| A-36      | -                              | Ocana (Madrid) - La Roda |
| A-40      | Autovía de Castilla-La Mancha  | Maqueda - Toledo |
| A-41      | -                              | Madrid - Córdoba |
| A-42      | Autovía de Toledo              | Madrid - Toledo |
| A-43      | -                              | A3 - A-36 |
| A-44      | Autovía de Sierra Nevada       | Bailén - Jaén - Granada - Béznar - N-323                                                                                         |
| A-45      | Autovía de Málaga              | Córdoba - Málaga |
| A-48      | -                              | Cádiz - Algeciras |
| A-49      | Autovía del Quinto Centenario  | Sevilla - Huelva - Ayamonte - Portugália                                                                                         |
| A-51      | Conexión Ávila                 | Villacastín - Ávila |
| A-52      | Autovía de las Rías Bajas      | Benavente - Ourense - Vigo |
| A-53      | Autovía Central Gallega        | Ourense - Santiago de Compostela                                                                                                 |
| A-55      | -                              | Vigo - Tui - Portugália |
| A-61      | Conexión Segovia               | San Rafael - Segovia |
| A-62      | Autovía de Castilla            | Burgos - Valladolid - Salamanca - Fuentes de Oñoro - Portugália                                                                  |
| A-63      | -                              | Oviedo - La Espina |
| A-64      | -                              | Villaviciosa - Oviedo |
| A-66      | Autovía Ruta de la Plata       | Gijón - Oviedo - León |
| A-67      | Autovía Cantabria-Meseta       | Santander - Palencia |
| A-68      | Autovía Vasco-Aragonesa        | Bilbao - Logroño - Zaragoza |
| A-70      | Circunvalación Alicante        | |
| A-71      | Autovía León-Astorga           | León - Astorga |
| A-80      | Autovía del Sella              | Ribadesella - Cangas de Onis |
| A-91      | -                              | Puerto Lumbreras - Vélez Rubio                                                                                                   |